# Volker Okun
Volker Okun (* 2. März 1948 in Hamburg) ist ein deutscher Politiker (CDU) und war Mitglied der Hamburgischen Bürgerschaft.

## Leben
Volker Okun ist studierter Betriebswirt von 1972 bis 1977 mit Abschluss als Diplom-Kaufmann an der Universität Hamburg. Vorher absolvierte er eine Ausbildung als Bankkaufmann bei der Deutschen Bank AG in Hamburg. Von 1977 bis 1993 war er in verschiedenen Bankbereichen tätig. Zuletzt als Direktor einer Hamburger Privatbank. Er arbeitete von 1994 bis 2011 als Geschäftsführer der Landesinnung der Gebäudereiniger Hamburg. Seit 2010 ist er tätig als Geschäftsführer des Gesamtverbandes des Hamburger Handwerks e.V.
Seit 1991 ist er ehrenamtlicher Schatzmeister im Präsidium des Hamburger Fußballverbandes. Seit 1997 Ehrenamtsbeauftragter im Hamburger Fußballverband und in dieser Funktion Mitglied der DFB-Ehrenamtskommission. Sein Sohn Christian Okun wurde 2021 Vorsitzender des Hamburger Fußballverbands.

## Politik
Seit 1968 ist Volker Okun Mitglied bei den Christdemokraten in Hamburg. Er war 20 Jahre Vorsitzender der CDU Bahrenfeld. Von 1972 bis 1978 zugewählter Bürger im Verkehrsausschuss der Bezirksversammlung Altona. Mitglied der Bezirksversammlung von Hamburg-Altona von 1978 bis 1994.
Volker Okun war seit 1994 Mitglied in der Hamburgischen Bürgerschaft. Dort war er sportpolitischer Sprecher für die CDU-Fraktion von 1996 bis zum Ausscheiden 2005.
Im April 2005 legte er sein Mandat nieder. Er erklärte seinen Schritt mit Arbeitsüberlastung, insbesondere mit gestiegenen beruflichen
Anforderungen. Dieser Schritt kann aber auch damit zusammenhängen, dass gegen ihn Ermittlungen wegen des Verdachts auf Wahlbetrug angestrengt wurden. Volker Okun wurde vorgeworfen, vor der Wahl 2004 seinen Lebensmittelpunkt nicht mehr in Hamburg, sondern im niedersächsischen Brackel gehabt zu haben. Damit wäre er nach dem Wahlgesetz nicht mehr berechtigt, sich als Abgeordneter in die Hamburger Bürgerschaft wählen zu lassen. Die Ermittlungen wurden jedoch eingestellt.